# Anastasija Ivanova
Anastasija Andreevna Ivanova (in russo Анастасия Андреевна Иванова?; 21 marzo 1990) è una schermitrice russa.

## Palmarès
- Mondiali:

Lipsia 2017: bronzo nel fioretto a squadre.
- Europei:

Novi Sad 2018: argento nel fioretto a squadre.
Düsseldorf 2019: oro nel fioretto a squadre.
- Giochi europei:

Baku 2015: argento nel fioretto a squadre.